# 傑米利內
49°19′9″N 38°35′30″E / 49.31917°N 38.59167°E
傑米利內（烏克蘭語：Джемільне）是位於烏克蘭東部的村莊，由盧甘斯克州舊比利斯克區的舊比利斯克市鎮負責管轄。該村始建於1922年，面積0.5平方公里，海拔高度154米，2001年人口133，人口密度每平方公里268.2人。